# Bernard Bultel
 Bernard Bultel, né le 15 novembre 1930 à Yvetot (Seine-Maritime) et mort le 30 novembre 2009 à Sancerre (Cher), est un coureur cycliste français, professionnel de 1953 à 1958.

## Palmarès

### Par année
- 1955
  - Grand Prix Catox
- 1957
  - 2e étape du Tour de l'Ouest

### Résultats sur les grands tours

#### Tour de France
2 participations
- 1953 : 70e
- 1955 : abandon (9e étape)